# Darnah
Darnah, također Derna (arapski: درنة), grad je i manja luka na sjevernoj obali Cirenaike u sjeveroistočnoj Libiji. Grad ima između 100 000 i 150 000 stanovnika. Nalazi se između zelenih planina, Sredozemnog mora i pustinje. U gradu žive ljudi različita podrijetla. 

## Povijest
U antičko doba Darnah je bila grčka kolonija Darnis. Također bila glavni grad berberske provincije Cirenaike koja je bila najbogatija provincija berbarskih država. 
Dijelove grada preuzela je Islamska država (IDIL) u listopadu 2014., a u lipnju 2015. istjeralo ih je Vijeće mudžahedina Derne koje je izbacila libijska narodna vojska (2018. – 2019.).
U Darnahi postoji društvo zvano Al Haila koje se bavi skupljanjem libijskih antikviteta.
Oluja Daniel nanijela je velika razaranja u Darnahi 11. rujna 2023., kada je potvrđeno da je najmanje 2000 ljudi mrtvo nakon što su se dvije brane urušile, uzrokujući katastrofalnu štetu u cijelom području nakon što se Wadi Derna izlila iz svojih obala za 50 metara sa svake strane.

## Zemljopis
Darnah se nalazi na istočnom kraju Džebel Ahdara, jednog od rijetkih šumovitih dijelova Libije. Darnah se nalazi blizu plodna povišena tla istočne Libije koja je najvlažnija regija Libije.

## Opis
Glavni izvori prihoda ovoga grada činjenica je da je trgovačko središte poljoprivredne okolice, spužvarstvo i laka industrija.

Grad je i turističko središte, a tomu posebno pridonosi stari grad (medina) koji je dom islamske arhitekture. Sastoji se od džamije, crkve, sinagoge, mnogo malih ulica i drugog. Darnah također ima puno različitih ulica i raznolikih četvrti.

## Klima
Darnah ima stepsku klimu s jakim mediteranskim utjecajem. Sve skromne godišnje kiše padnu između listopada i ožujka. Godišnje padne 275 milimetara.
Zimi je prosječna temperatura između 9°C i 20°C. Ljeta su jako duga i gotovo bez padalina s prosječnim poslijepodnevnim temperaturama preko 27°C između lipnja i listopada.

## Poznata mjesta
Grad ima puno lokacija koje su zanimljive turistima.

## Nogomet
Postoje dva nogometna kluba: Darnes i Al Afriqi.